# 장하은 (1996년)
장하은(1996년 4월 6일 ~)은 대한민국의 기타리스트, 영화배우다.

## 방송
- 슈퍼밴드2 (2021) - 5위

## 음반
- 슈퍼밴드2 - Episode.6 (2021)

### HUE X Haeun
- HUE X Haeun - Bowling (2020)

### 포코
- 슈퍼밴드2 - Episode.9 (2021)
- 슈퍼밴드2 - Episode.10 (2021)
- 슈퍼밴드2 - Episode.13 (2021)
- 슈퍼밴드2 - Episode.14 (2021)

## 영화
- 다시 만난 날들 (2020) - 지원 역
- 더 씨엠알 (2020) - 주연

## 공연
- 카네기홀 뉴욕 윈터 페스티벌 (2017)
- 제1회 강릉아트페스티벌 솔숲 콘서트 (2021)

## 수상
- 2018년 중국 향촌영화제 단편영화부문 우수상
- 2017년 미국 뉴저지주 평화공로상